# BSG Berliner Verkehrsbetriebe
Die BSG Berliner Verkehrsbetriebe war eine Betriebssportgemeinschaft in Ost-Berlin. Trägerbetrieb waren die Berliner Verkehrsbetriebe. Die BSG hatte mehrere Sektionen. Unter anderem Handball und Fußball. Größter Erfolg im Damenhandball war der Sieg im FDGB-Pokal, im Handballpokal der DDR, im Jahr 1973. 1990 wurde die Betriebssportgemeinschaft aufgelöst und anstatt ihrer der Sportverein Berliner Verkehrsbetriebe 49 gegründet.
Vorsitzender der BSG Berliner Verkehrsbetriebe war von 1958 bis 1971 Bruno Mätzchen. Anschließend war er Ehrenvorsitzender der BSG.